# Rémi Ménard
Pour les articles homonymes, voir Ménard.
Rémi Ménard, né le 25 septembre 1944 à Jonquière (Québec, Canada) et mort le 27 décembre 2002 à Québec (Québec, Canada), est un saxophoniste canadien. Il était professeur de saxophone à la Faculté de musique de l'Université Laval.
Il a formé de nombreux saxophonistes classiques et a créé plusieurs œuvres de compositeurs canadiens et français, dans son pays et à l'étranger.

## Biographie
Rémi Ménard est un saxophoniste de renommée internationale et professeur de saxophone à la Faculté de musique de l'Université Laval à Québec, Canada. Deux principaux enregistrements témoignent de son art.
Il fait ses premières études musicales à Baie Saint-Paul (Québec, Canada). S'ensuit l'obtention d'un baccalauréat ès arts au Petit Séminaire de Québec en 1963 et un Premier Prix avec Distinction du Conservatoire de Musique et d'Art Dramatique du Québec. Souhaitant se perfectionner auprès de ce qui est appelé alors "l'école française de saxophone", il se rend à Paris et obtient un Premier prix de saxophone au Conservatoire national supérieur de musique et de danse de Paris en 1969, où il étudie notamment avec Marcel Mule et Daniel Deffayet.
De 1966 à 1971, il est membre du Quatuor de saxophones Pierre Bourque, avec lequel il se produit entre autres dans le cadre des tournées canadiennes des Jeunesses musicales du Canada. Pendant cette période, il est aussi engagé à titre de chargé de cours à l'École de musique de l'Université Laval (aujourd'hui Faculté) où il devient professeur de saxophone en 1977. En sus de son enseignement, il se produit dans de nombreux récitals, donne des cours de maître et participe à des jurys de concours. Il crée aussi des œuvres pour saxophone et fait partie du Quatuor de saxophones de Québec. Il est de la programmation du Congrès mondial de saxophone de Bordeaux (France, 1974), du Congrès mondial de saxophone de Nuremberg (Allemagne, 1982) ainsi que du Congrès mondial de saxophone de Montréal (Canada, 2000). Il est plus d'une fois artiste invité des symposiums de la North American Saxophone Alliance. Il réalise plusieurs enregistrements pour la Société Radio-Canada. Il est aussi professeur et soliste invité à l'Académie de musique et de danse du Domaine Forget (Québec, 1997 à 1999), administrateur de l'Association des saxophonistes du Québec (1996 à 2001) et vice-président du Concours de saxophone de Baie-Saint-Paul (Québec, 1997 à 1999).
En 2000, il enregistre Nouvelle musique pour saxophone et piano, sous l'étiquette Société nouvelle d'enregistrement, dans le but de contribuer à la diffusion du répertoire de saxophone classique contemporain et spécifiquement d’œuvres de compositeurs québécois. Cet enregistrement est suivi par Le saxophone au secondaire (Faculté de musique de l'Université Laval, 2001), qui s'intéresse au répertoire des jeunes saxophonistes étudiants et a une vocation pédagogique. Il est décédé en 2002.

## Enregistrements
- Nouvelle Musique pour Saxophone et Piano, Société Nouvelle d'Enregistrement, SNE-651, 2000.
- Le saxophone au secondaire, Université Laval, SAX-0012, 2001.

## Œuvres dédicacées
- Deuxième sonatine de Pierre-Max Dubois (1968)
- Fantaisie lyrique d'Alain Gagnon (1982), Éditions Leduc
- Quatuor pour saxophones de Jean-Clément Isabelle (1972)
- Sonate pour saxophone soprano de Jean-Clément Isabelle (1974)
- Duo concertant de Jean-Clément Isabelle (1982), Éditions Leduc
- Incertitude de Robert Lemay (1999)